# Vaux-sur-Eure
Pour les articles homonymes, voir Vaux.
Vaux-sur-Eure est une commune française située dans le département de l'Eure, en région Normandie.
Les Vallois y résident.

## Géographie

### Hydrographie
La commune est située dans le bassin Seine-Normandie. Elle est drainée par l'Eure et divers autres petits cours d'eau,.
L'Eure, un canal, chenal et cours d'eau naturel non navigable d'une longueur de 229 km, prend sa source dans la commune de Longny les Villages et se jette  dans la Seine à Saint-Pierre-lès-Elbeuf, après avoir traversé 91 communes.

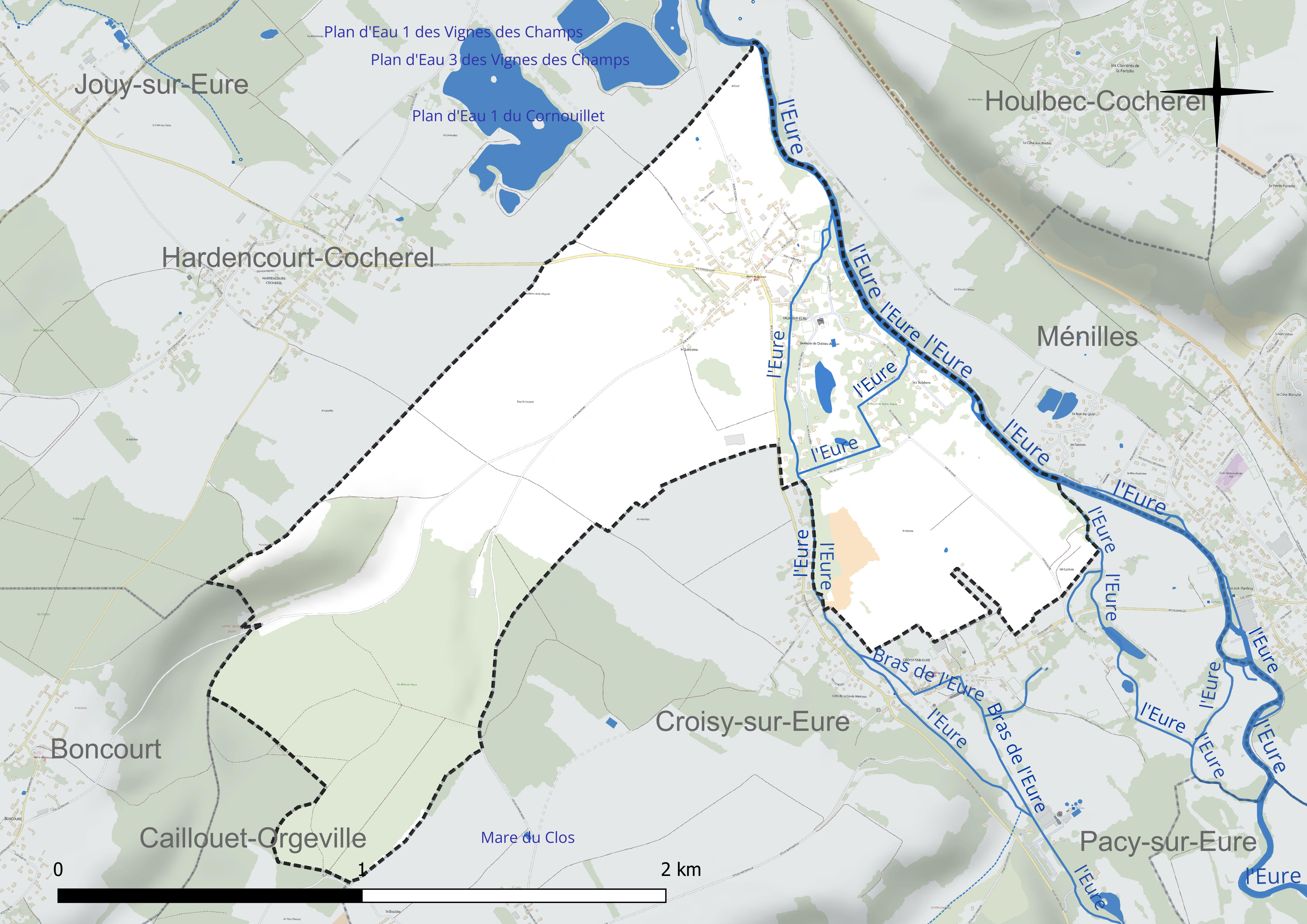
Réseau hydrographique de Vaux-sur-Eure.

### Climat
Pour des articles plus généraux, voir Climat de la Normandie et Climat de l'Eure.
En 2010, le climat de la commune est de type climat océanique dégradé des plaines du Centre et du Nord, selon une étude du CNRS s'appuyant sur une série de données couvrant la période 1971-2000. En 2020, Météo-France publie une typologie des climats de la France métropolitaine dans laquelle la commune est exposée à un climat océanique et est dans la région climatique  Sud-ouest du bassin Parisien, caractérisée par une faible pluviométrie, notamment au printemps (120 à 150 mm) et un hiver froid (3,5 °C). Parallèlement le GIEC normand, un groupe régional d’experts sur le climat, différencie quant à lui, dans une étude de 2020, trois grands types de climats pour la région Normandie, nuancés à une échelle plus fine par les facteurs géographiques locaux. La commune est, selon ce zonage, exposée à un « climat des plateaux abrités », correspondant aux plaines agricoles de l’Eure, avec une pluviométrie beaucoup plus faible que dans la plaine de Caen en raison du double effet d’abri provoqué par les collines du Bocage normand et par celles qui s’étendent sur un axe du Pays d'Auge au Perche.
Pour la période 1971-2000, la température annuelle moyenne est de 10,8 °C, avec  une amplitude thermique annuelle de 14,2 °C. Le cumul annuel moyen de précipitations est de 673 mm, avec 11,4 jours de précipitations en janvier et 7,9 jours en juillet. Pour la période 1991-2020, la température moyenne annuelle observée sur la station météorologique la plus proche, située sur la commune de Huest à 10 km à vol d'oiseau, est de 11,2 °C et le cumul annuel moyen de précipitations est de 600,6 mm,. Pour l'avenir, les paramètres climatiques de la commune estimés pour 2050 selon différents scénarios d’émission de gaz à effet de serre sont consultables sur un site dédié publié par Météo-France en novembre 2022.

## Urbanisme

### Typologie
Au 1er janvier 2024, Vaux-sur-Eure est catégorisée commune rurale à habitat dispersé, selon la nouvelle grille communale de densité à 7 niveaux définie par l'Insee en 2022.
Elle appartient à l'unité urbaine de Pacy-sur-Eure, une agglomération intra-départementale dont elle est une commune de la banlieue,. Par ailleurs la commune fait partie de l'aire d'attraction de Paris, dont elle est une commune de la couronne,. 

### Occupation des sols
L'occupation des sols de la commune, telle qu'elle ressort de la base de données européenne d’occupation biophysique des sols Corine Land Cover (CLC), est marquée par l'importance des territoires agricoles (59,7 % en 2018), une proportion identique à celle de 1990 (59,7 %). La répartition détaillée en 2018 est la suivante : 
terres arables (42,5 %), forêts (24,6 %), prairies (17,3 %), zones urbanisées (15,7 %). L'évolution de l’occupation des sols de la commune et de ses infrastructures peut être observée sur les différentes représentations cartographiques du territoire : la carte de Cassini (XVIIIe siècle), la carte d'état-major (1820-1866) et les cartes ou photos aériennes de l'IGN pour la période actuelle (1950 à aujourd'hui).

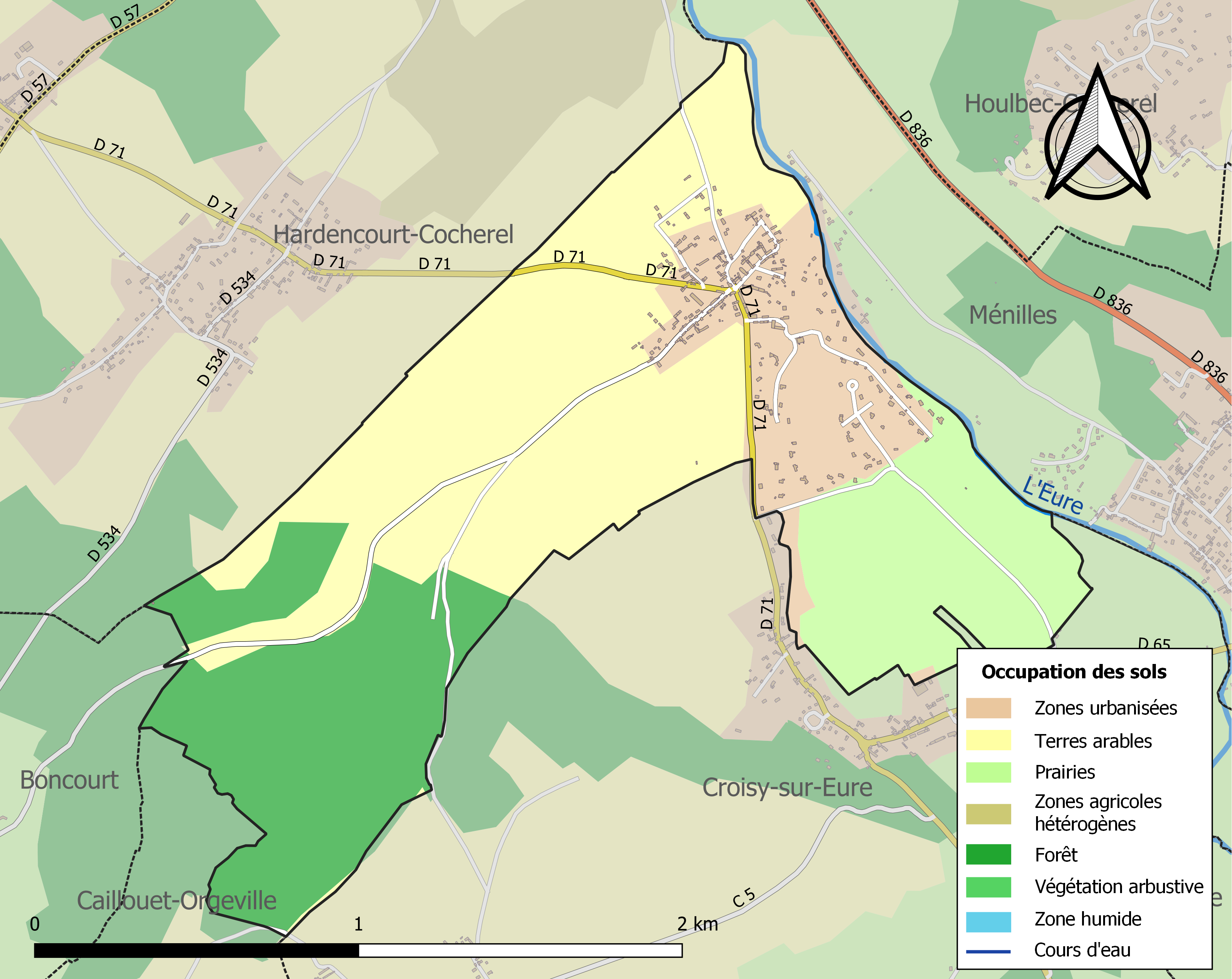
Carte des infrastructures et de l'occupation des sols de la commune en 2018 (CLC).

## Toponymie
Le nom de la localité est attesté sous la forme Vaus en 1209 (cartulaire de Jumiéges), Vaulx en 1456 (L. P.).
Vaux, pluriel de « val » une forme de relief au sens plus restreint que celui de la vallée.
L'Eure est une rivière qui prend sa source dans la région naturelle du Perche et qui coule dans les départements de l'Orne, d'Eure-et-Loir, de l'Eure et de la Seine-Maritime.

## Histoire

### Héraldique
| Armes de Vaux-sur-Eure | Ces armes peuvent se blasonner ainsi aujourd'hui : d'argent au chevron de gueules cantonnée de trois quintefeuilles du même. |

## Politique et administration
| Période                                  | Période   | Identité          | Étiquette | Qualité              |
| ---------------------------------------- | --------- | ----------------- | --------- | -------------------- |
| mars 1983                                | mars 1989 | Moïse Levasseur   |           | Agriculteur          |
| mars 1989                                | juin 1995 | Moïse Levasseur   |           | Agriculteur          |
| juin 1995                                | mars 2001 | Moïse Levasseur   |           | Agriculteur retraité |
| mars 2001                                | mars 2008 | Moïse Levasseur   |           | Agriculteur retraité |
| mars 2008                                | mars 2014 | Moïse Levasseur   |           | Agriculteur retraité |
| mars 2014                                | juin 2020 | Pascal Poisson    |           | Technicien           |
| juin 2020                                |           | Patrick Ducroizet |           |                      |
| Les données manquantes sont à compléter. |           |                   |           |                      |

## Démographie
L'évolution du nombre d'habitants est connue à travers les recensements de la population effectués dans la commune depuis 1793. Pour les communes de moins de 10 000 habitants, une enquête de recensement portant sur toute la population est réalisée tous les cinq ans, les populations de référence des années intermédiaires étant quant à elles estimées par interpolation ou extrapolation. Pour la commune, le premier recensement exhaustif entrant dans le cadre du nouveau dispositif a été réalisé en 2006.

En 2022, la commune comptait 271 habitants, en évolution de −0,73 % par rapport à 2016 (Eure : −0,25 %, France hors Mayotte : +2,11 %).
| 1793 | 1800 | 1806 | 1821 | 1831 | 1836 | 1841 | 1846 | 1851 |
| ---- | ---- | ---- | ---- | ---- | ---- | ---- | ---- | ---- |
| 235  | 268  | 241  | 202  | 208  | 211  | 215  | 206  | 201  |

| 1856 | 1861 | 1866 | 1872 | 1876 | 1881 | 1886 | 1891 | 1896 |
| ---- | ---- | ---- | ---- | ---- | ---- | ---- | ---- | ---- |
| 191  | 187  | 190  | 178  | 168  | 151  | 141  | 150  | 130  |

| 1901 | 1906 | 1911 | 1921 | 1926 | 1931 | 1936 | 1946 | 1954 |
| ---- | ---- | ---- | ---- | ---- | ---- | ---- | ---- | ---- |
| 114  | 123  | 128  | 123  | 120  | 102  | 92   | 91   | 106  |

| 1962 | 1968 | 1975 | 1982 | 1990 | 1999 | 2006 | 2011 | 2016 |
| ---- | ---- | ---- | ---- | ---- | ---- | ---- | ---- | ---- |
| 151  | 184  | 195  | 157  | 179  | 240  | 237  | 274  | 273  |

| 2021 | 2022 | - | - | - | - | - | - | - |
| ---- | ---- | - | - | - | - | - | - | - |
| 270  | 271  | - | - | - | - | - | - | - |

## Lieux et monuments
- Église Notre-Dame : elle se compose d'une nef et d'un chœur rectangulaire. Son clocher octogonal s'élève au-dessus de la travée orientale de la nef. Elle contient un confessionnal daté de 1693, et d'un maître autel de 1742[20].

## Personnalités liées à la commune
- Amable Ange Joseph Trutat (5 août 1862-28 novembre 1937), général de brigade, commandeur de la Légion d'honneur[21], y est né (fils de Pierre Paul Trutat, conseiller général de l'Eure).
- Emmanuel Jean Paul Trutat (27 décembre 1867 - 1930), chef d'escadron, officier de la Légion d'honneur[22], y est né (fils de Pierre Paul Trutat, conseiller général de l'Eure).
- Henri Jacques Marie Trutat (17 août 1872-3 février 1965), inspecteur général honoraire des Eaux et forêts, officier de la Légion d'honneur[23], y est né (fils de Pierre Paul Trutat, conseiller général de l'Eure).